# Kerncentrale Angra
Kerncentrale Angra in Angra dos Reis in het zuidwesten van Rio de Janeiro, is de enige actieve commerciële kernenergiecentrale van Brazilië. Eletronuclear is de eigenaar van de centrale en van dit bedrijf zijn 99,9% van de aandelen in handen van Eletrobras. 
In Brazilië is bijna 3% van de elektriciteitsproductie afkomstig van kernenergie, waarvan alles door deze kerncentrale Angra wordt geproduceerd.
De centrale heeft drie drukwaterreactors, waarvan de derde nog in aanbouw is.
| Reactorblok | Vermogen | Begin bouw | Inbedrijfsname |
| ----------- | -------- | ---------- | -------------- |
| Angra - 1   | 609 MW   | 1982       | 1985           |
| Angra - 2   | 1275 MW  | 2000       | 2000           |
| Angra - 3   | 1245 MW  | 2010       |                |

De bouw van Angra-3 heeft fors vertraging opgelopen. In september 2015 werd het werk stilgelegd om signalen van corruptie te onderzoeken. Per jaareinde 2015 verwachtte Eletrobras dat de derde centrale pas in 2022 in gebruik zal komen. De bouwkosten zijn ook fors gestegen, eind 2013 werden deze nog getaxeerd op R$ 13 miljard, maar per medio 2016 was dit al verdubbeld naar R$ 26 miljard.
| Jaar | Angra - 1 | Angra - 2 | Totaal | Aandeel in totale productie Eletrobras |
| ---- | --------- | --------- | ------ | -------------------------------------- |
| 2011 |           |           | 15,6   | 6,4%                                   |
| 2012 |           |           | 16,0   | 6,2%                                   |
| 2013 | 4,4       | 11,4      | 15,8   | 6,9%                                   |
| 2014 | 5,0       | 10,4      | 15,4   | 7,1%                                   |
| 2015 | 4,1       | 11,1      | 14,8   | 7,1%                                   |
| 2016 | 5,1       | 10,8      | 15,9   | 7,2%                                   |